# Alta mar (pel·lícula)
Alta mar (títol original, The Boat) és una pel·lícula de thriller italiana del 2022 dirigida per Alessio Liguori i protagonitzada per Marco Bocci, Diane Fleri i Filippo Nigro. S'ha doblat i subtitulat al català.

## Repartiment
- Marco Bocci com a Enrico
- Diane Fleri com a Elena
- Filippo Nigro com a Flavio
- Marina Rocco com a Claudia
- Katsiaryna Shulha com a Martina
- Alessandro Tiberi com a Federico